# Otte Eriksen Banner
Otte Eriksen Banner til Asdal og Bangsbo, (ca. 1515-1585), dansk lensmand. 
Hans far var Rigsråd og Rigsmarsk Erik Eriksen Banner til Asdal, Kokkedal, Højris, Gjessingholm og Skovshoved. Hans far blev i 1505 gift med Mette Nielsdatter (Rosenkrantz)(-1533) til Ryegård(Volborg Herred). Faderen var i Ottes barndom lensmand på Kalø, hvor hans moder dør i 1533. I 1537 gifter hans far sig med Margrethe Henriksdatter.
Han var i 1550 hofsinde og blev 1560 lensmand på Sejlstrup, som han fik kvit og frit 1577. Han blev 31. august 1560 gift med Ingeborg Skeel til Voergård.